# Cordyloblaste confusa
Cordyloblaste confusa là một loài thực vật có hoa trong họ Dung. Loài này được (Brand) Hatus. mô tả khoa học đầu tiên năm 1936.